# Junction, Illinois
Junction là một làng thuộc quận Gallatin, tiểu bang Illinois, Hoa Kỳ. Năm 2010, dân số của làng này là 129 người.

## Dân số
Dân số qua các năm:
- Năm 2000: 139 người.
- Năm 2010: 129 người.